# Marie Christensen (1860-1935)
 Der er flere personer med dette navn, se Marie Christensen.
Kirsten Marie Christensen (12. december 1860 i Påbøl, Hoven Sogn – 22. december 1935 i København) var en dansk politiker, søster til konseilspræsident J.C. Christensen. Ligesom broderen var hun politiker for Venstre.
Faderen var Mads Christian Christensen og moderen Karen født Jensdatter. Hun begyndte sin politiske løbebane i det stedlige værgeråd. Efter værgerådslovens vedtagelse 1905 blev hun medlem af værgerådet for Skt. Hans og Skt. Olai sogne i Hjørring. Fra 1909 var hun endvidere medlem af, senere formand for, sognets nyoprettede hjælpekasse, der skulle administrere hjælpen til, hvad der dengang kaldtes værdigt trængende. 1918 forlod hun pladsen i hjælpekassen og i værgerådet 1922, men kun for at indtage pladsen som den første kvinde i Overværgerådet, den øverste instans i institutionen. Her var hun medlem fra 1922 til sin død.
Med Grundloven af 1915 fik kvinder valgret til Rigsdagen, og i 1918 ved det første valg, hvor kvinder kunne stemme, blev hun opstillet og valgt til Landstinget. Hun var en af fem kvinder, der blev valgt til dette ting (to af de andre var Olga Knudsen og Inger Gautier Schmit fra Venstre, mens de øvrige var Nina Bang og Marie Hjelmer). Hun sad på tinge frem til 1932.
Hendes første ordførerskab gjaldt nedsættelsen af Skolekommissionen af 1919, men siden fik Christensen også væsentlige ordførerskaber på andre områder end social- og skolelovgivningen, bl.a. på indfødsretsområdet.